# Kao the Kangaroo
Kao the Kangaroo è un videogioco platform sviluppato da X-Ray Interactive e pubblicato nel 2000 in Polonia da Licomp Empik Multimedia e nel resto del mondo da Titus Software per Microsoft Windows, Dreamcast e nel 2001 per Game Boy Advance, in una versione completamente differente dalla controparte per console casalinghe.

## Trama
Kao è un giovane canguro che vive con la sua famiglia nella giungla, ma un giorno i membri della famiglia vengono catturati da un cacciatore spietato e i suoi scagnozzi. È compito di Kao scacciare gli invasori dalla sua casa e salvare la sua famiglia.

## Accoglienza
Ha ottenuto un grande successo, superando le 45.000 copie nella sola Polonia, dove è rimasto nella Top 10 per molto tempo. 
Kao the Kangaroo ha ricevuto recensioni "miste" su tutte le piattaforme secondo il sito aggregatore di recensioni Metacritic. Greg Orlando di Next Generation ha definito la versione per Dreamcast "un'avventura marsuperiore. Perdonate l'orribile gioco di parole – perfavore".

## Seguiti
Un seguito chiamato Kao the Kangaroo Round 2 è stato pubblicato per Xbox, GameCube, PlayStation 2 e Microsoft Windows il 4 novembre 2003. Un remake del secondo gioco chiamato Kao Challengers è stato pubblicato il 28 ottobre 2005 esclusivamente per PlayStation Portable. Più avanti nel 2005, il 2 dicembre, è stato pubblicato il terzo gioco della serie, Kao the Kangaroo: Mystery of the Volcano. Un nuovo gioco della serie è in sviluppo presso Tate Multimedia.